# Pierre Cérésole
Pierre Cérésole sau Ceresole  (n. 17 august 1879, Lausanne, cantonul Vaud, Elveția – d. 23 octombrie 1945, Lutry⁠(d), cantonul Vaud, Elveția) a fost un pacifist elvețian, amintit pentru că este fondatorul organizației pentru pace Service Civil International (SCI) și a mișcarii internaționale a taberelor de muncă voluntară.

## Biografie
Cérésole s-a născut în Lausanne la 17 august 1879, al nouălea dintre cei zece copii ai Emmei (n. Secretan) și Paul Cérésole. Tatăl său a fost avocat, membru al Consiliului Federal Elvețian și președinte al Confederației Elvețiene . Mama lui a murit când el avea nouă ani.
A studiat ingineria la ETH în Zurich unde a obținut un doctorat urmând să își continue studiile în fizică și matematică în Germania. În 1909, el a refuzat oferta unui post de profesor la ETH și a petrecut următorii cinci ani călătorind în Statele Unite, Hawaii și Japonia, făcând atât muncă manuală, cât și intelectuală.
Întors în Elveția la izbucnirea Primului Război Mondial, Cérésole și-a donat moștenirea statului elvețian și a lucrat ca inginer. A preluat cauza pacifistă, vorbind la adunări și refuzând să-și plătească impozitul militar, fapt pentru care a fost condamnat la o zi în închisoare.

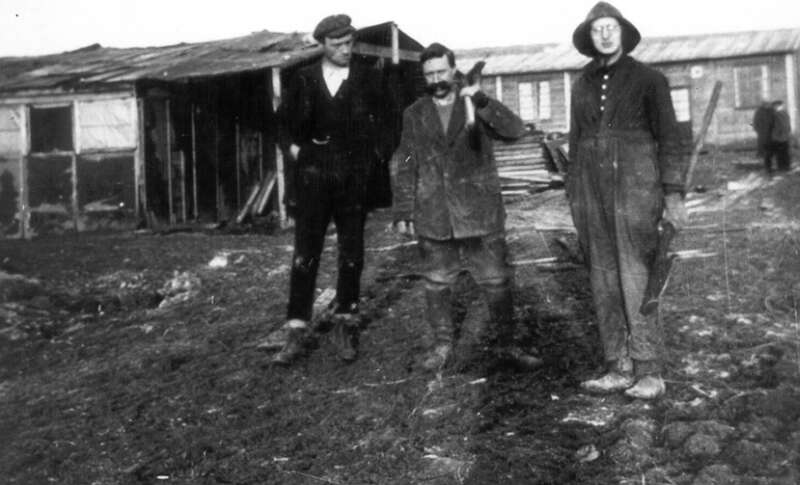
Prima tabără de muncă voluntară în Verdun 1921

În 1919 și 1920, Cérésole a participat la întâlnirile Bilthoven din Țările de Jos, organizate de către grupul pacifist, Fellowship of Reconciliation. În a doua dintre aceste întâlniri, Cérésole, inspirat de cuvintele unui delegat german, s-a oferit să alcătuiască o echipă care să realizeze lucrări practice de reconstrucție.:6-7 Cérésole, împreună cu englezul Quaker Hubert Parris, au organizat o tabără de muncă voluntară în satul francez Esnes-en-Argonne, care a fost grav avariat în timpul bătăliei de la Verdun. Echipa de voluntari, care a început să lucreze în noiembrie 1920, includea trei germani, un austriac și un olandez. O femeie olandeză a acoperit costurile inițiale ale lucrării și s-a ocupat de gătit și de spălat. :8-9 : 8-9  Voluntarii au construit două case de lemn și apoi, când guvernul francez și-a anulat contractul, s-au orientat spre curățarea câmpurilor de moloz, umplerea găurilor de obuze și repararea unui drum până când, în aprilie 1921, autoritățile franceze le-au cerut să plece. :9-10 : 9-10  În ciuda sfârșitului său prematur, proiectul a fost de folos atât pentru voluntari, cât și pentru săteni, iar entuziasmul lui Cérésole pentru taberele de muncă voluntară era de neclintit. :11 : 11 
Cérésole a organizat mai multe tabere de muncă voluntară în anii 1920, cu ajutorul fratelui său, colonelul Ernest Cérésole. Organizația nou înființată s-a numit Service Civil International și trimitea voluntari către destinații unde era nevoie, spre exemplu, într-un sat elvețian afectat de o alunecare de teren, într-un alt sat afectat de o avalanșă și în Liechtenstein în urma unor inundații. În 1924, Cérésole a început, de asemenea, să promoveze taberele de muncă voluntară internaționale ca un serviciu model pentru obiectorii de conștiință, pentru a sprijini o campanie politică de introducere a unui serviciu alternativ în Elveția, propunere care a fost respinsă în parlamentul elvețian. În anii 1920 și 1930, Cérésole și-a combinat activitatea de conducere a SCI cu predatul ca și activitate de muncă, mai întâi în școala Quaker din Gland iar apoi în școala gimnazială din La Chaux-de-Fonds.
În 1931, Cérésole l-a întâlnit la Lausanne pe Mahatma Gandhi, care se afla în casa lui Romain Rolland din Geneva, după participarea sa la Conferințele Mesei Rotunde de la Londra. Cérésole a fost inspirat de gândirea lui Gandhi, dar nu a fost de acord cu anumite părți ale abordării sale de non-cooperare. În timp ce au fost de acord să refuze să susțină orice activitate militară de către orice guvern, Cérésole era gata să coopereze cu guvernele, indiferent de ideologia lor, din diferite perspective. Între 1934 și 1937, Cérésole a lucrat cu o echipă de trei voluntari (membru SCI Paul Schenker și doi quakeri englezi) ajutând la reconstruirea satelor din Bihar, în nord-estul Indiei, după cutremurul din 1934 Nepal-India.: 52-55 În 1938 și 1939, Cérésole a fost nominalizat la Premiul Nobel pentru Pace.
Cérésole a trăit în Elveția sa natală în timpul celui de-al Doilea Război Mondial, continuându-și activitatea ca secretar al SCI. În două rânduri, în semn de protest împotriva războiului, el a încercat ilegal să treacă granița în Germania, ceea ce l-a făcut sa fie închis pentru câteva săptămâni. În 1941 s-a căsătorit cu Lise David. A murit la Lutry la 23 octombrie 1945. După moartea lui Hélène Monastier, prietena și activistă pentru pace, Cérésole a publicat o lucrare biografică și o colecție a corespondenței sale.